# Bibliotheca Bodmeriana

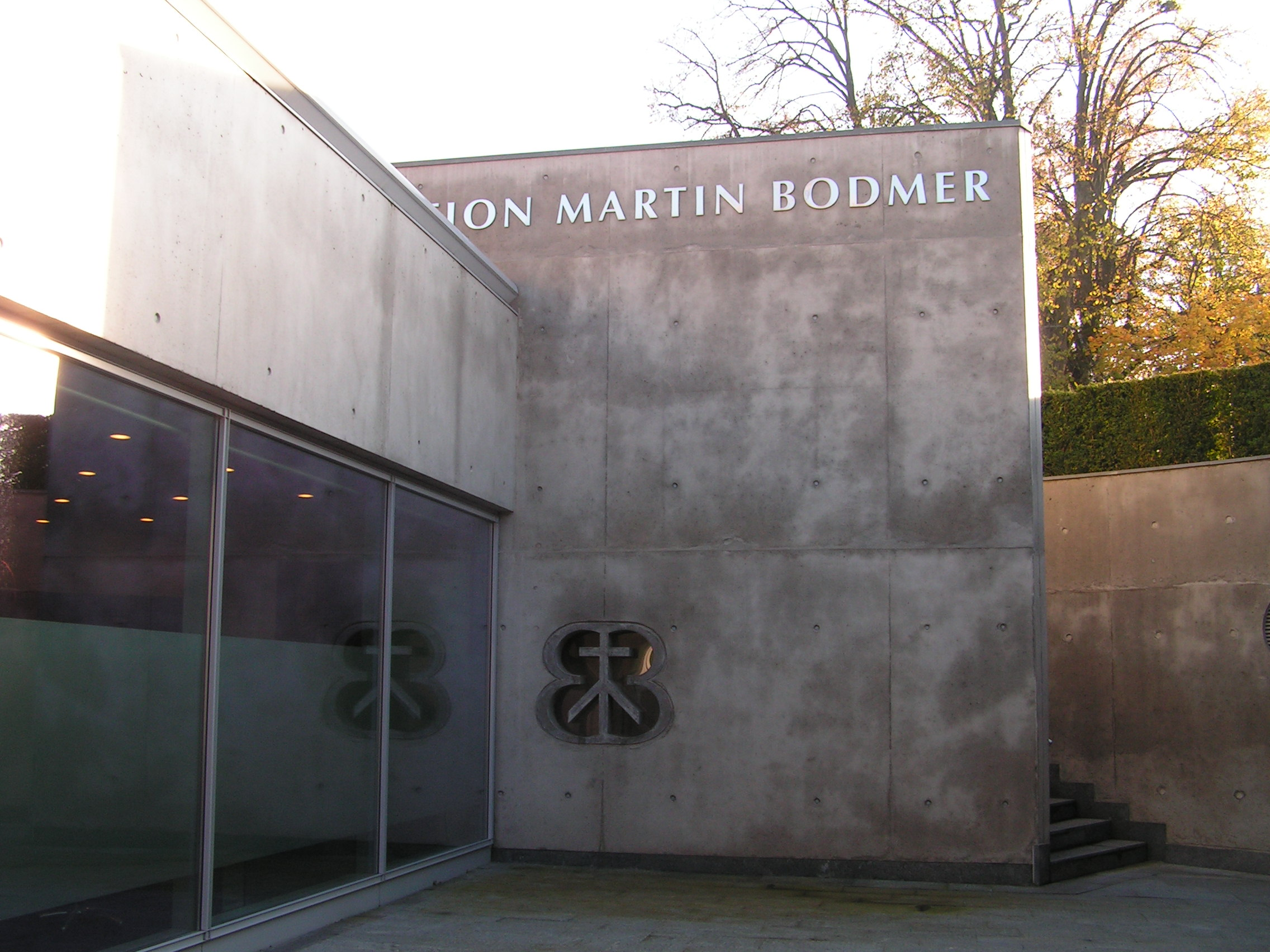
Bibliotheca Bodmeriana

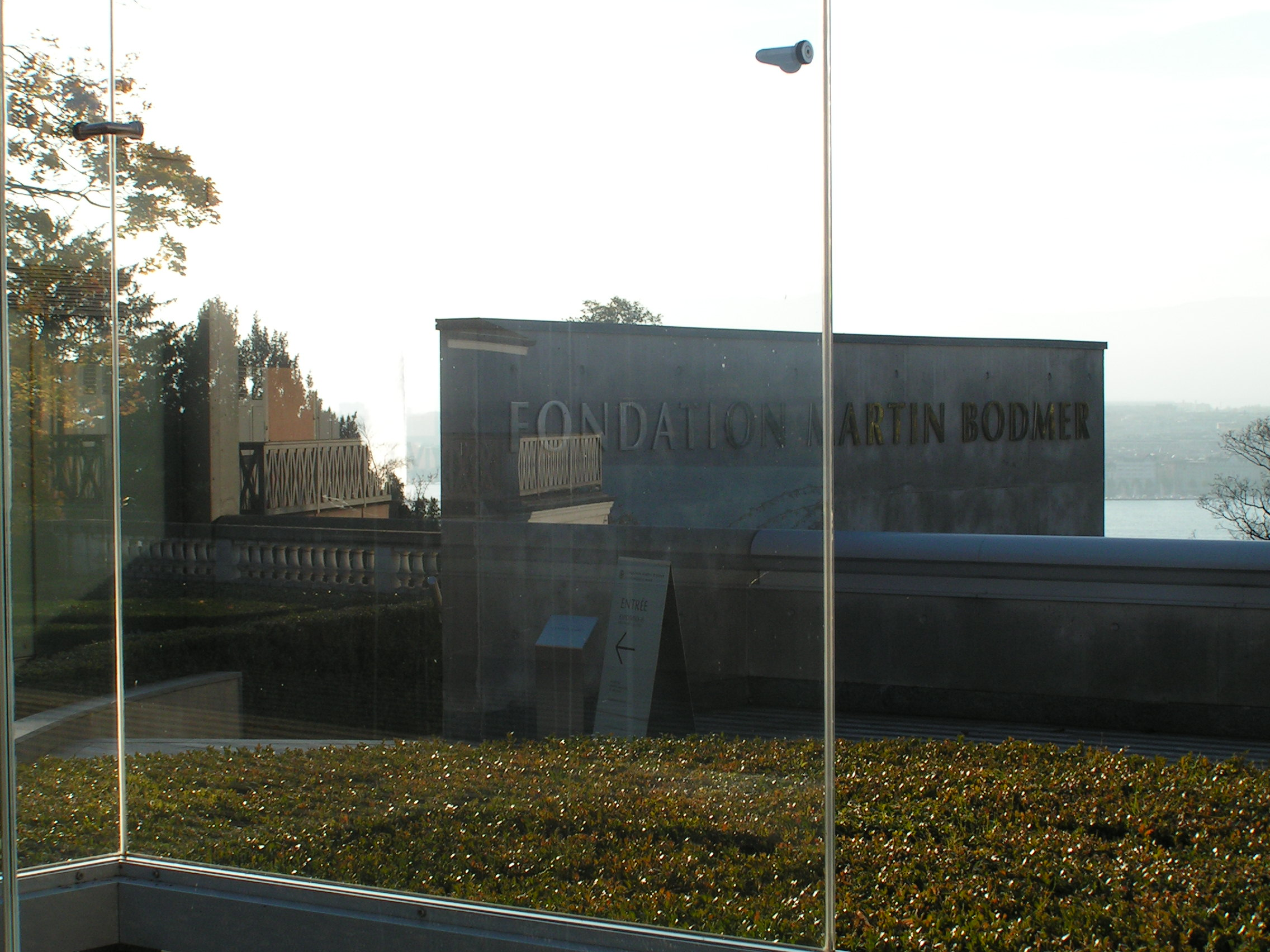
Oberhalb des Museums

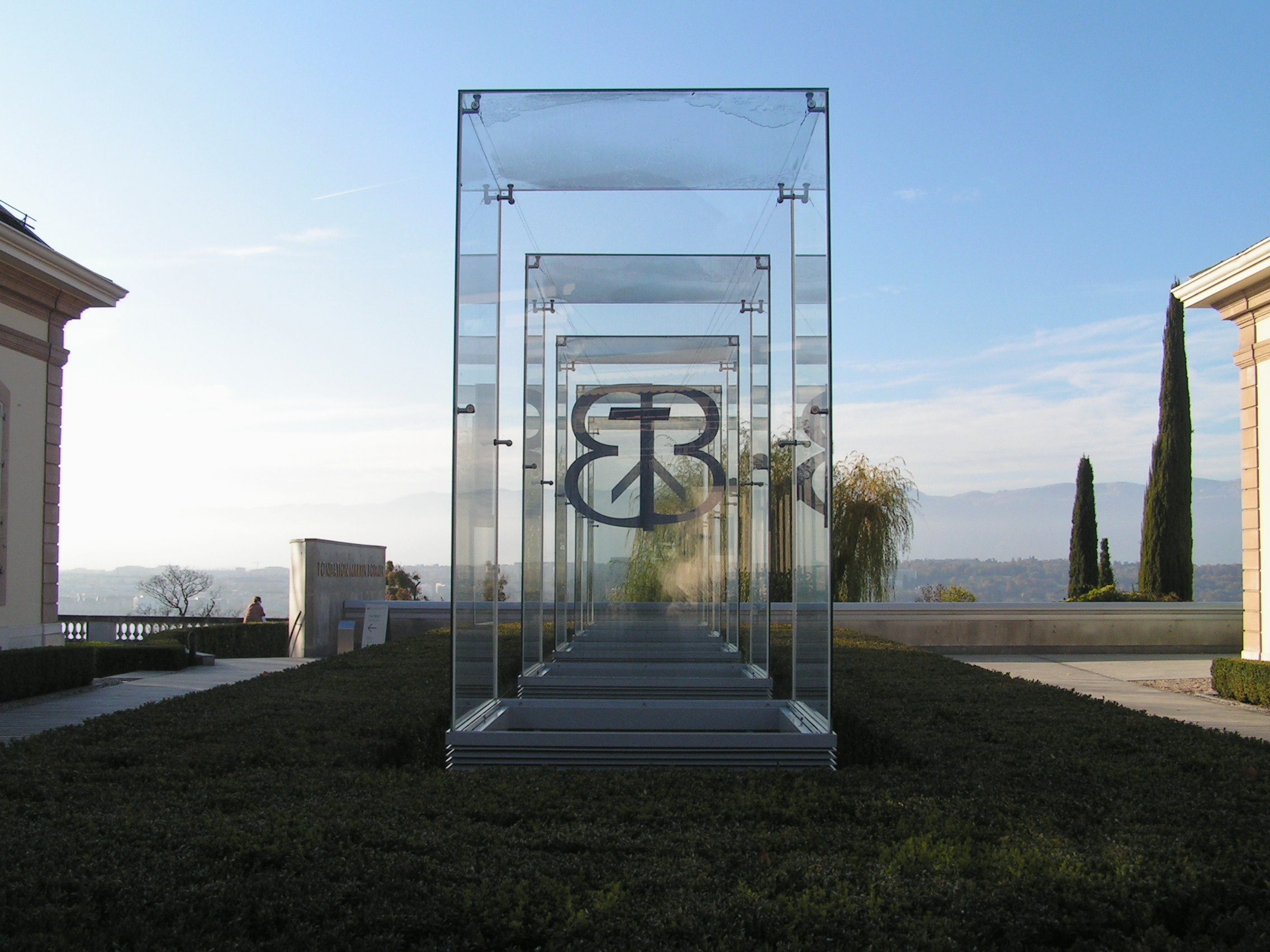
Kunst am Bau

Die Bibliotheca Bodmeriana ist ein von Martin Bodmer gestiftetes Literaturmuseum in Cologny bei Genf in der Schweiz. Sie zählt seit 2015 zum Weltdokumentenerbe der UNESCO.

## Entstehung
Der Bibliophile und Sammler Martin Bodmer hatte zu Lebzeiten über 150'000 Exponate gesammelt. Seine ersten Stücke kaufte er von seinem Taschengeld als 15-Jähriger. Als er nach dem Tod seines Vaters eine erhebliche Erbschaft gemacht hatte, entschied er sich, sein Vermögen in die Anlage einer einzigartigen Literatursammlung zu investieren. Die Sammlung umfasst dabei nicht nur Bücher und Dokumente, sondern auch Bilder, Plastiken, Reliefs, Münzen und andere Dinge, die stellvertretend für ihre Zeit einen «Spiegel der Weltkultur» bilden sollten. Ihr Anspruch ist es, nicht einen kleinen Ausschnitt, sondern die gesamte Weltliteratur zu repräsentieren – ein Anspruch, der unerfüllbar ist, wie auch Bodmer bewusst war. Sein Ansatz bestand darin, symbolisch «Beispiele zu finden, die stellvertretend eine Welt, einen Raum, eine Stufe, eine Sphäre verkörpern.» Dazu versuchte er, Exponate zusammenzutragen, die möglichst nahe am Entstehungsdatum des jeweiligen Werkes geschaffen worden waren; ein besonderer Schwerpunkt liegt auf Autographen und Erstausgaben.
Um den Anspruch der «Bibliothek der Weltliteratur» zu erfüllen, stellte Bodmer sie auf fünf Säulen: Homer, die Bibel, Dante, Shakespeare und Goethe.
Nachdem seine Sammlung für das Bodmersche Anwesen, das Landgut «Zum Freudenberg» in Zürich-Enge, zu umfangreich geworden war, lagerte er sie 1928 in das benachbarte ehemalige Schulhaus Bederstrasse aus. 1935 liess er dieses Gebäude eigens zu diesem Zweck umbauen. Nach seinem Umzug nach Genf verbrachte er seine Sammlung 1951 in ein eigens errichtetes Gebäude in seinem Park in Cologny, wo sie sich noch heute befindet. 2003 wurde ein Erweiterungsbau des berühmten Architekten Mario Botta eingeweiht, in dem seither der öffentlich als Museum zugängliche Teil der Sammlung untergebracht ist.
Bisherige Leiter der Bibliotheca Bodmeriana waren Hans E. Braun (1972–1996), Martin Bircher (1996–2003), Charles Méla (2004–2014) und Jacques Berchtold (seit 2014).

## Stiftung
Am 26. Februar 1971, knapp einen Monat vor seinem Tod, unterzeichnete Bodmer die Stiftungsurkunde zur Gründung der Bibliotheca Bodmeriana. Mit ihr sicherte er den Fortbestand seiner Sammlung. Die Bodmeriana sollte als Museum der Öffentlichkeit zugänglich gemacht werden und wissenschaftliche Studien ermöglichen. Die notwendigen finanziellen Mittel wurden durch den Verkauf einiger ausgewählter Werke bereitgestellt. Für den Unterhalt der Gebäude kommt der Kanton Genf auf. Der Stiftung steht ein achtköpfiger Stiftungsrat vor, zu dem auch immer ein Mitglied der Familie Bodmer gehört.

## Ausstellung 1999
Zum 100. Geburtstag von Martin Bodmer und weil wegen dringender Umbaumassnahmen das Museum für zwei Jahre geschlossen werden musste, wurden erstmals 1999 ausgewählte Werke der Bodmeriana in einer Wanderausstellung ausserhalb Colognys gezeigt. Etwa 150 Exponate wurden unter dem Titel «Spiegel der Welt – Handschriften und Bücher aus drei Jahrtausenden» in Zürich im Museum Bärengasse (das Haus gehörte seit 1818 der Familie Bodmer), in Marbach im Schiller-Nationalmuseum, in Dresden im Georgenbau des Residenzschlosses und im Grolier Club in New York City gezeigt. Die fünf Säulen der Bodmeriana bildeten auch den Schwerpunkt der Ausstellung.

## Die Ausstellung
Die Museumsausstellung zeigt heute die bedeutendsten Exponate der ständigen Sammlung sowie eine Sonderausstellung. Die ständige Ausstellung bietet eine weltweit einzigartige Bandbreite und Originalität. Sie beginnt mit frühen Schriftzeugnissen aus sumerischer, ägyptischer und hethitischer Zeit und endet mit Manuskripten und Erstausgaben moderner Autoren. Bedeutende Ausstellungsstücke der alten Geschichte sind ein ägyptisches Totenbuch aus dem 6. Jahrhundert v. Chr., eine Handschrift der Ilias, die im 13. Jahrhundert in der Terra d’Otranto geschrieben wurde, eine Handschrift von Platons Phaidon aus dem 3. Jahrhundert v. Chr. und eine Handschrift der Oden des Horaz, die noch zu Lebzeiten des Autors ca. 20 v. Chr. entstand. Kern der Sammlung sind die berühmten Bodmer-Papyri, apokryphe Bibeltexte sowie eine Gutenberg-Bibel und zahlreiche Evangeliare. In der modernen Abteilung finden sich zahlreiche einzigartige Manuskripte, so etwa die 120 Tage von Sodom des Marquis de Sade oder Gottfried Benns Morgue, und Erstausgaben, wie etwa die Werke Shakespeares oder Goethes Faust. Daneben stehen autographische Werke der Musik und der bildenden Kunst, wie etwa Originalkompositionen von Richard Wagner oder die Faust-Illustrationen von Eugène Delacroix.

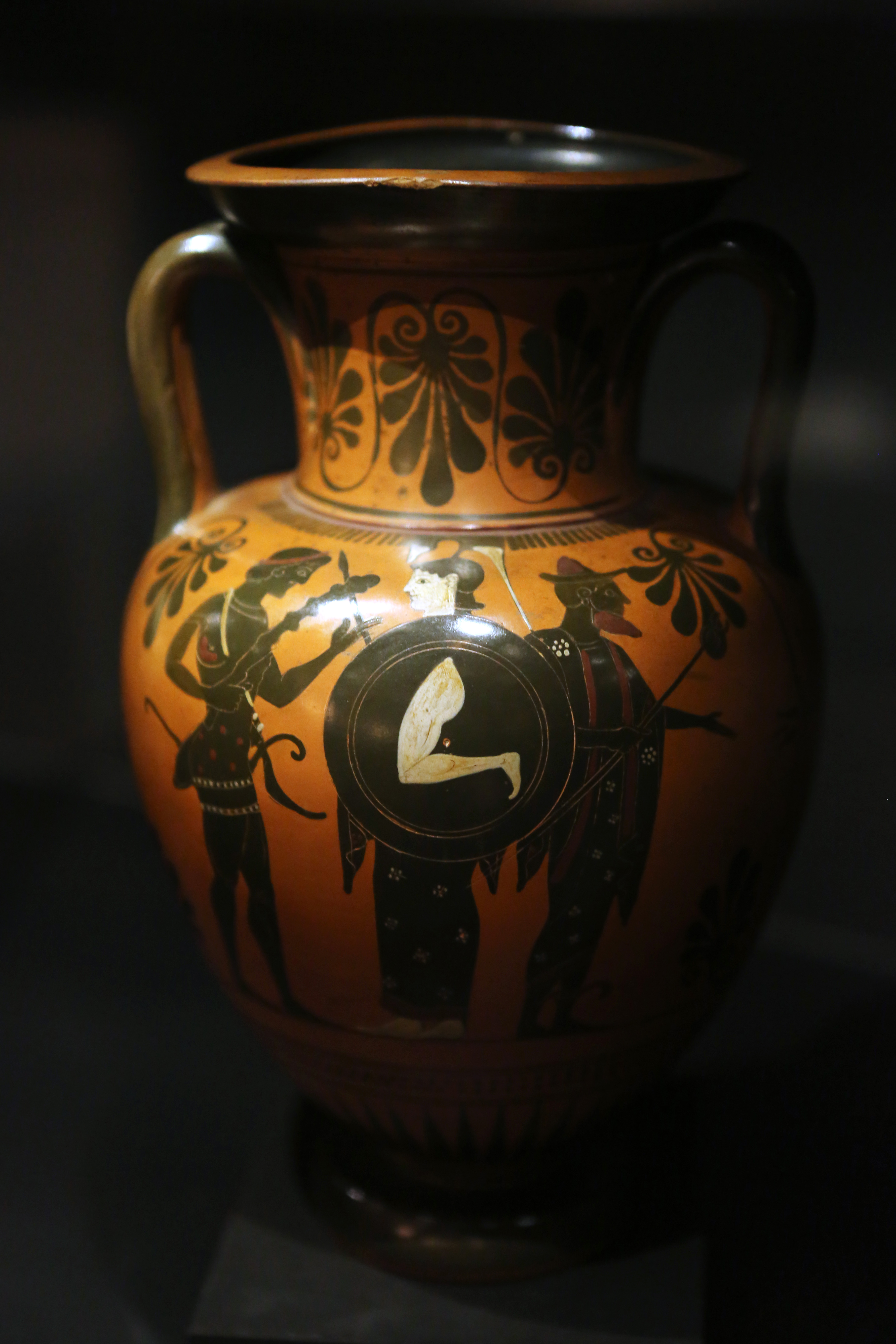
Schwarzfigurige Amphore, 6. Jahrhundert v. Chr.
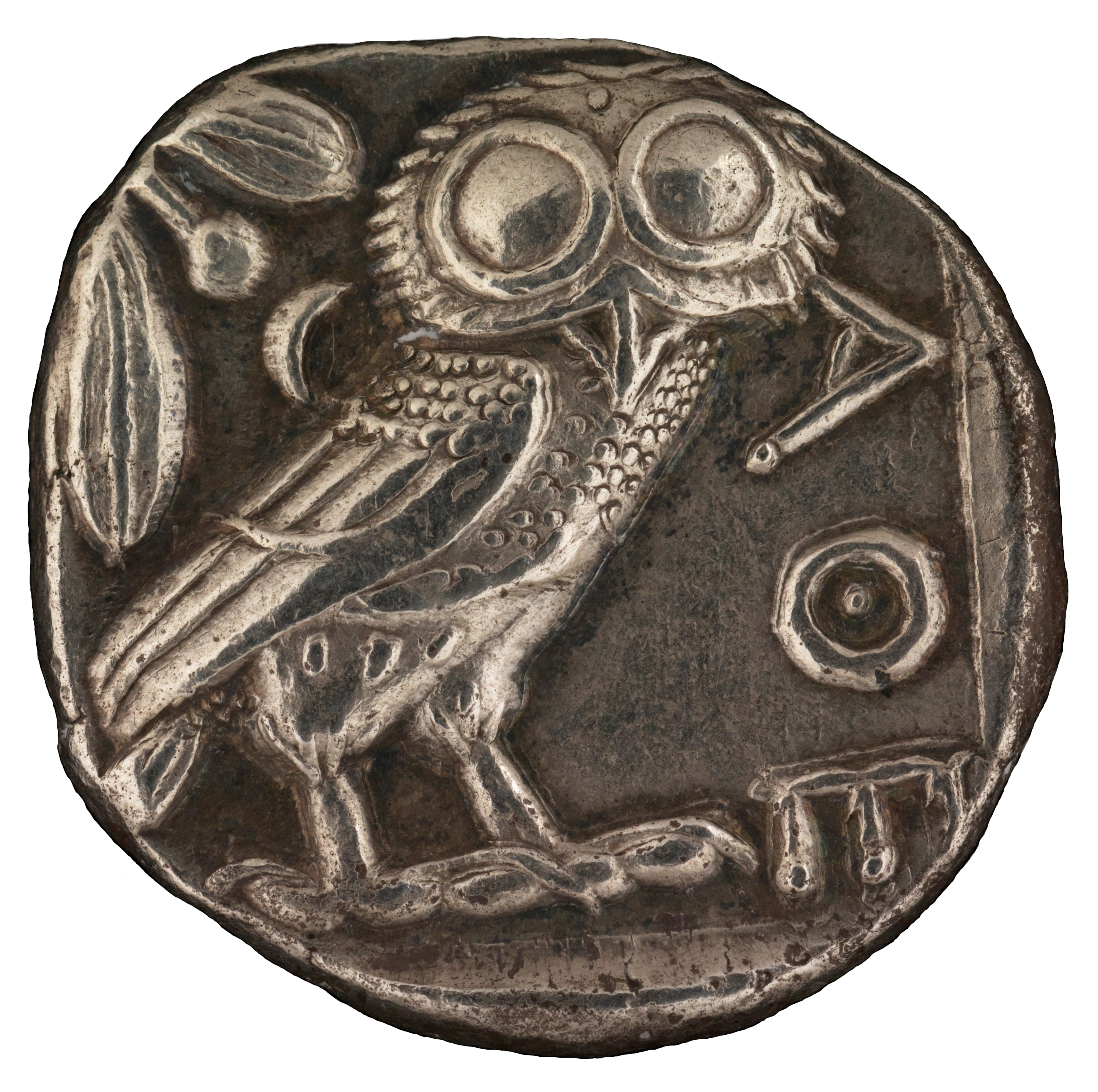
Tetradrachme aus Athen, um 450 v. Chr.
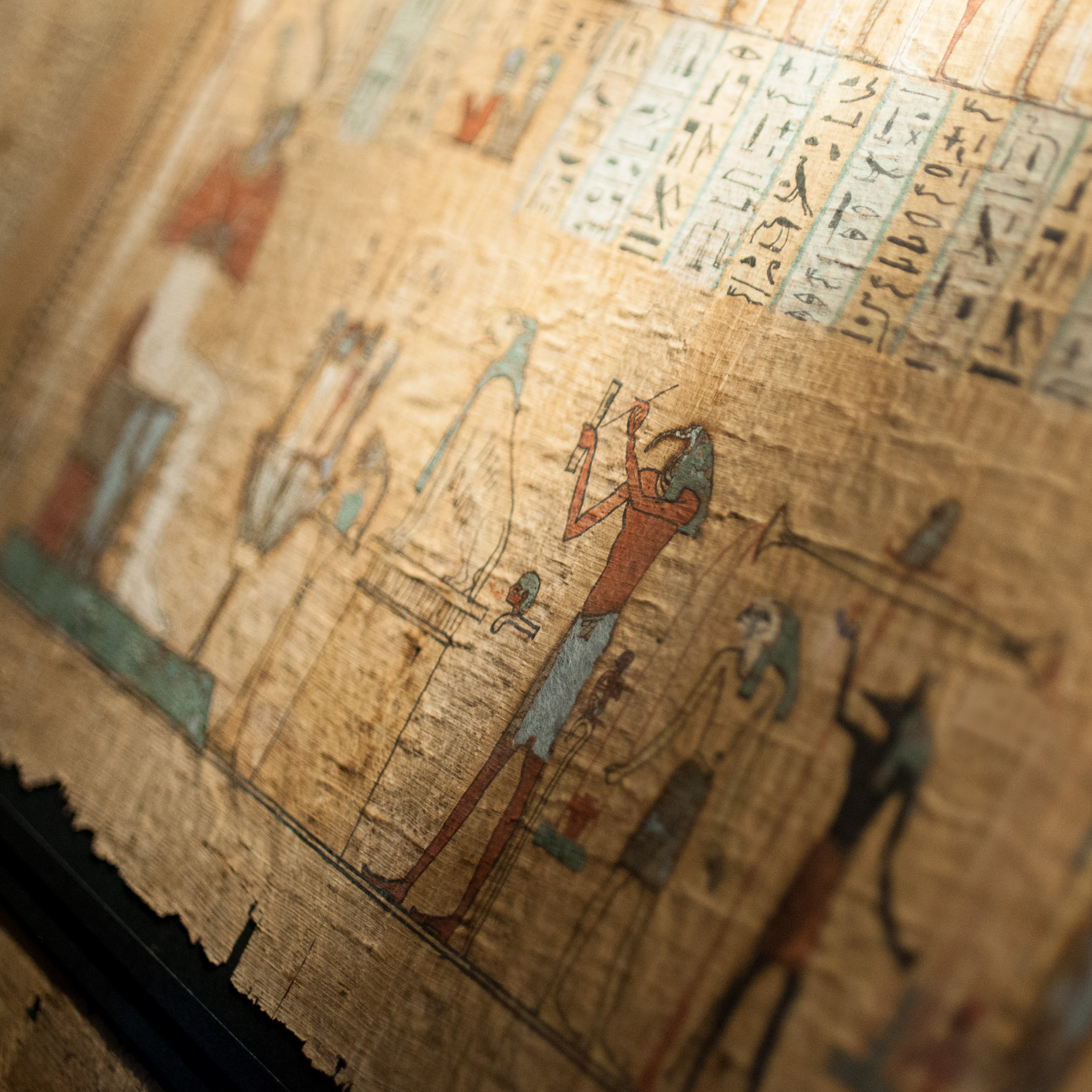
Totenbuch aus Theben
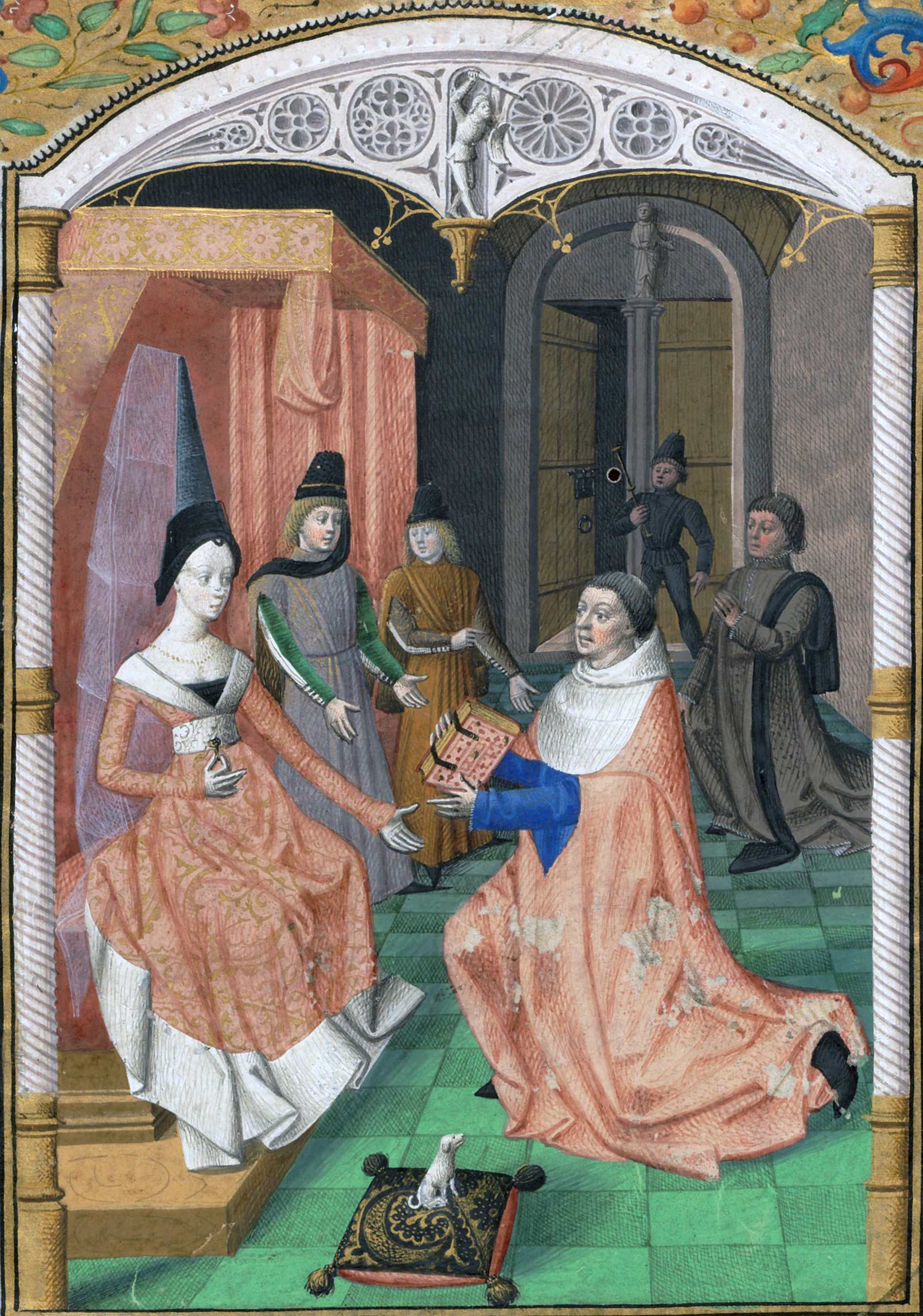
Widmungsbild zur Rhetorica des Guillaume Fichet (Cod. Bodmer 176)
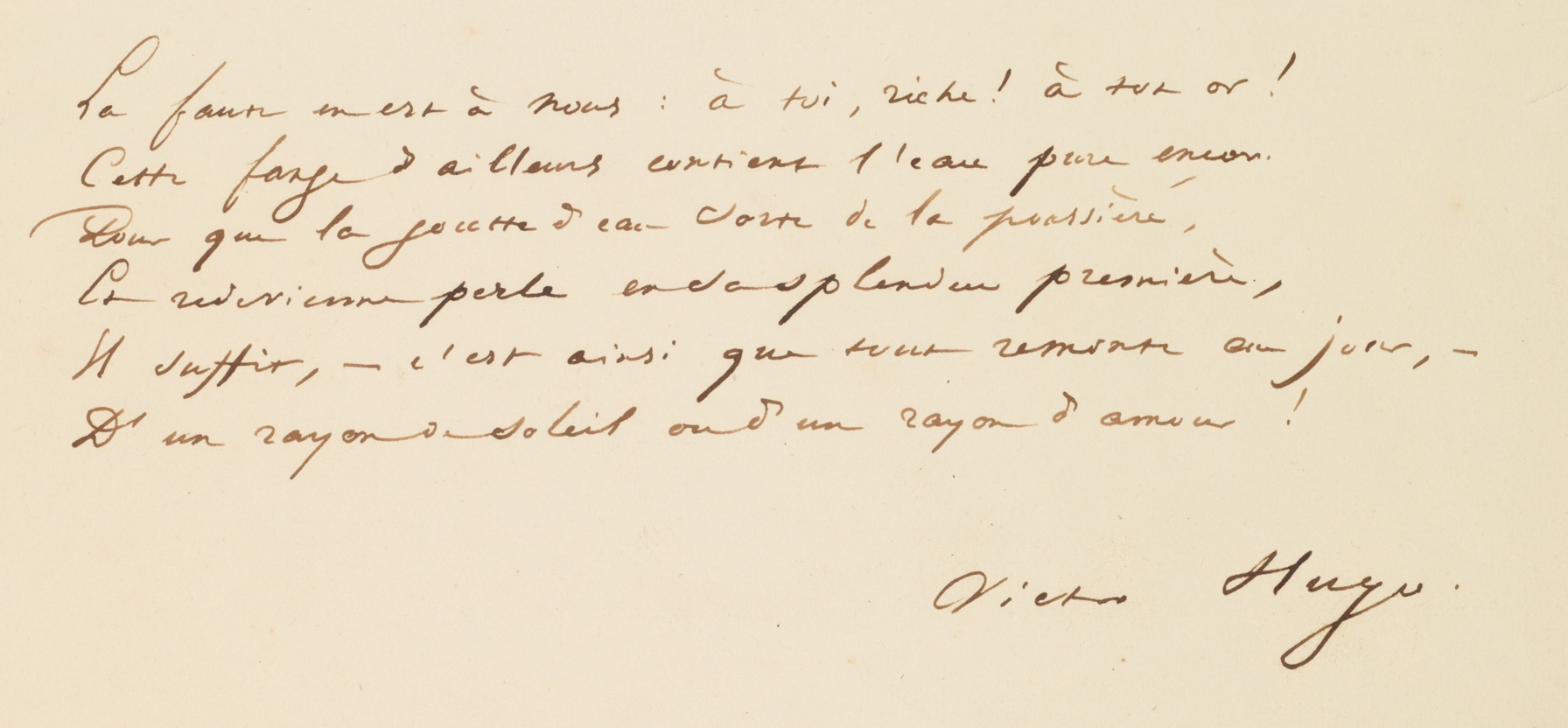
Manuskript Victor Hugos, Ausschnitt mit Unterschrift